# Luis Fontés

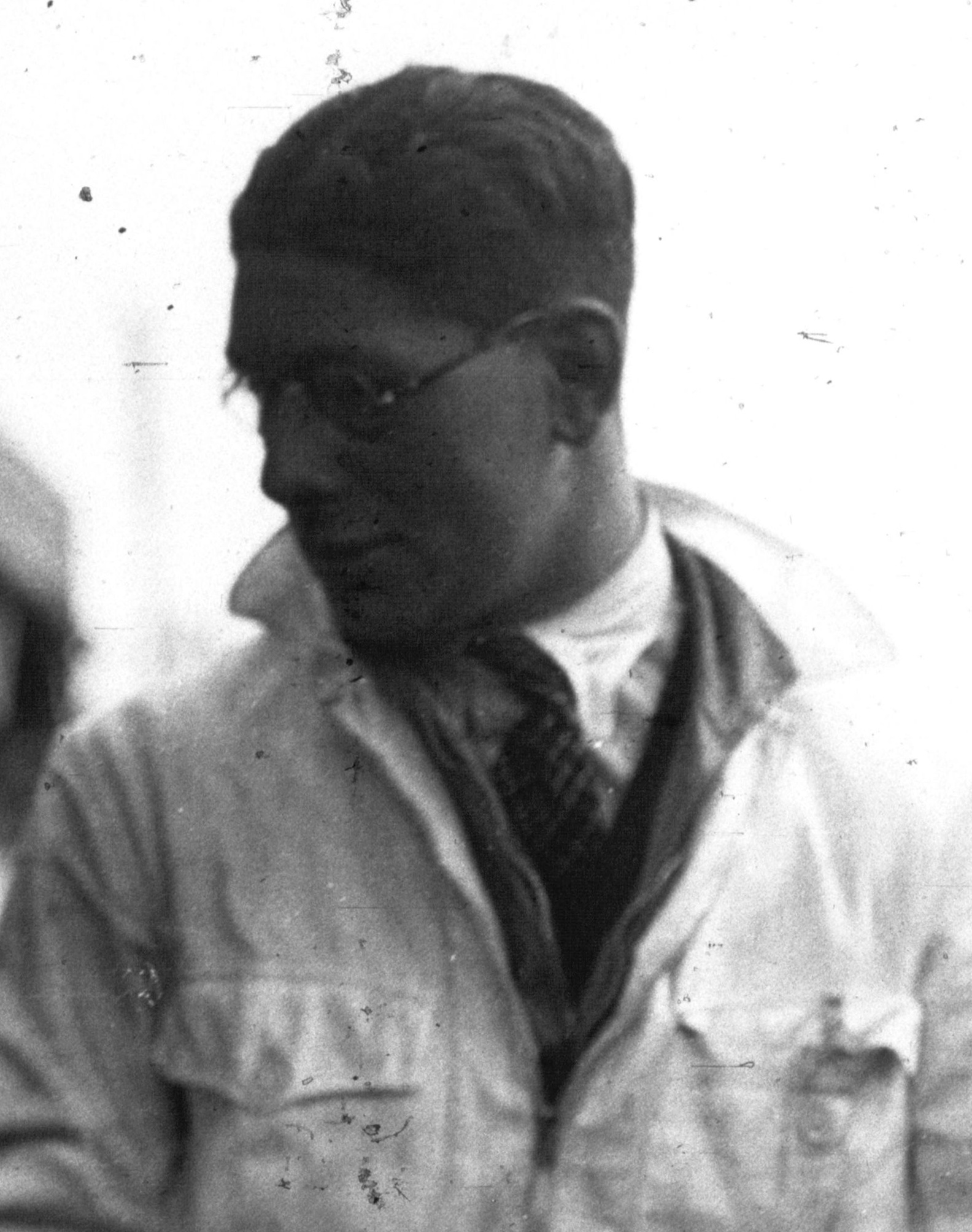
Luis Fontés tijdens de 24 uur van Le Mans in 1935.

Luis Fontés (Londen, 26 december 1912 - Llandow, 12 oktober 1940) was een Brits autocoureur met Braziliaanse ouders. In 1935 won hij, samen met John Stuart Hindmarsh, de 24 uur van Le Mans.

## Carrière
Fontés begon zijn autosportcarrière in 1933 in een Invicta in de RAC Tourist Trophy. Hij behaalde zijn eerste successen in 1935 met een overwinning in de JCC International Trophy op Brooklands in een Alfa Romeo. Ook won hij de eerste Grand Prix van Limerick. Vanwege zijn succes nodigde Alfa Romeo hem uit om dat jaar samen met John Stuart Hindmarsh deel te nemen aan de 24 uur van Le Mans. Het was een turbulente race - Fontés had de Lagonda al aan de kant gezet vanwege technische problemen - maar desondanks wist het duo de race te winnen. Aan het eind van het jaar beëindigde hij zijn autosportcarrière en verlegde hij zijn aandacht naar het vliegtuigracen, waarin hij dat jaar al aan de King's Cup Air Race had deelgenomen.
Op 6 oktober 1935 nam Fontés deel aan een illegale straatrace, terwijl hij onder de invloed was van alcohol. Hij kwam bij deze race in aanraking met een motorrijder, die de volgende dag aan zijn verwondingen overleed. Fontés werd schuldig bevonden aan doodslag en kreeg een celstraf van drie jaar. In februari 1938 werd hij vrijgelaten. Hij hervatte zijn carrière in het vliegtuigracen met een dertiende plaats in de King's Cup en nam ook deel aan een aantal races in het motorbootracen.
Tijdens de Tweede Wereldoorlog was Fontés kort in dienst als piloot bij de Air Transport Auxiliary. Op 12 oktober 1940 kwam hij op 27-jarige leeftijd om het leven toen hij met een Vickers Wellington neerstortte, die hij aan een RAF Aircraft Storage Unit bij het vliegveld RAF Llandow zou afleveren. De Lagonda M45R, waarmee Fontés de 24 uur van Le Mans won, staat in het Louwman Museum in Den Haag.